# Asrai
Asrai est un groupe néerlandais de metal gothique, originaire de Schiedam.

## Histoire
Le groupe est formé par les sœurs jumelles Karin et Margriet dans la scène underground de Rotterdam en 1985 et change de nom en 1988 pour devenir Asrai. Plusieurs de ses membres ont joué dans divers groupes de punk rock et de new wave. À cette époque, leur musique avait déjà un côté sombre et mélancolique. Asrai sort plusieurs démos entre 1989 et 1994 (The Blue Tape, So Clear that You Couldn't Tell Where the Water Ends and the Air Begins, Love is a Lie, Live in a Package). Enfin, en 1997, ils sortent leur premier album, As Voices Speak. Ce CD est remarqué et signé par le label Poison Ivy. C'est sur ce label que sort la version allemande de As Voices Speak.
Asrai, sous contrat avec Transmission Records, enregistre son deuxième album Touch in the Dark. Roman Schoensee produit cet album et Sascha Paeth le mixe. L'album est enregistré aux Pays-Bas (Excess Studio) et en Allemagne (Beautiful Lake Studio). Le 26 mai 2004, l'album Touch in the Dark sort dans la plupart des pays européens, ainsi qu'en Asie et en Amérique du Nord et du Sud. Le single Pale Light sort le 6 mai. Le clip vidéo de ce single est réalisé par le duo Marcel de Jong et Jelle Swetter. Le deuxième single de l'album Touch in the Dark (In Front of Me) sort le 23 septembre. Le clip est de nouveau réalisé par Marcel de Jong et Jelle Swetter, ainsi que par Maud Mulder.
En décembre 2006, le label de metal et de rock Season of Mist annonce la signature d'Asrai. Le troisième album d'Asrai, Pearls in Dirt, sort le 12 novembre 2007 (20 novembre aux États-Unis), et le premier single, Sour Ground, est publié le 5 novembre,. Une tournée européenne suit avec notamment Cradle of Filth et Moonspell.
Asrai sort son EP Between Dreams and Destiny le 20 août 2013 de manière indépendante. Il est enregistré par Hans Pieters et produit par Sascha Peath, et produit le single All Seems So Hollow. L'ancien guitariste, Jos de Grendel, remixe la chanson Stone Cold. Aussi, après 30 ans, Asrai sort en 2017 son album anniversaire Hourglass, une compilation de chansons spéciales, de remixes, etc. dont Something You Did remixé par Hans Pieters, avec Jacqui Taylor à la guitare.
Le 5 novembre 2020, Asrai sort son EP numérique Shattered Time, avec un morceau hommage à Dead Can Dance, Anywhere out of the World. Il est enregistré et produit par Hans Pieters et Asrai.

## Style musical
Leur style musical se situe principalement à la frontière entre les genres gothique et metal.

## Discographie

### Albums studio
- 1997 : As Voices Speak
- 2004 : Touch in the Dark
- 2007 : Pearls in Dirt
- 2017 : Hourglass

### EP
- 2013 : Between Dreams and Destiny
- 2020 : Shattered Time (téléchargement)

### Singles et clips
- Pale Light
- In Front of Me
- Sour Ground
- All seems so Hollow
- Something you did
- Anywhere out of the World - Dead Can Dance Tribute